# Montaïn
Montaïn település Franciaországban, Tarn-et-Garonne megyében. Lakosainak száma 92 fő (2022. január 1.). Montaïn Saint-Sardos, Bourret, Cordes-Tolosannes, Labourgade és Larrazet községekkel határos.

## Népesség
A település népességének változása:
| Lakosok száma | 112  | 109  | 105  | 103  | 100  | 97   | 94   | 92   |
|               | 2013 | 2015 | 2017 | 2018 | 2019 | 2020 | 2021 | 2022 |